# Запоге
Запоге (на словенски: Zapoge) е село в Словения, регион Средна Словения, община Водице. Според Националната статистическа служба на Република Словения през 2015 г. селото има 268 жители.